# جیمز ووت
جیمز ووت (انگلیسی: James B. Vaught; ۳ نوامبر ۱۹۲۶ – ۲۰ سپتامبر ۲۰۱۳) سپهبد نیروی زمینی ایالات متحده آمریکا بود، که در جنگ کره و جنگ ویتنام حضور داشت. ووت فرمانده عملیات پنجه عقاب، مأموریت شکست خورده نجات گروگان‌های آمریکایی در ایران در سال ۱۹۸۰ بود.
وی در کره جنوبی به‌عنوان فرمانده گروهان در لشکر ۲۴ پیاده خدمت کرد. در سال ۱۹۶۷ در ویتنام جنوبی، در اولین مأموریت خود به‌عنوان فرمانده گردان ۵ از هفتمین هنگ سواره‌نظام حضور داشت. او همچنین نقش مهمی در عملیات متعدد نیروهای ویژه ایالات متحده ایفا کرد.